# Патка
Патка је општи назив за велики број врста птица из фамилије Anatidae која укључује и лабудове и гуске. Патке су подељене у више подфамилија у оквиру фамилије Anatidae, оне нису монофилична група (група потомака која има једног заједничког претка) већ чине таксон пошто се лабудови и гуске не сматрају паткама. Патке су углавном водене птице углавном мање од лабудова и гуски и могу се наћи у речним и морским водама.

## Таксономија
Све патке припадају биолошком реду Anseriformes, групи која садржи патке, гуске и лабудове, као и вриштавце и свраколику гуску. Све осим вриштавица припадају биолошкој породици Anatidae. Унутар породице, патке су подељене на разне подпородице и 'племена'. Број и састав ових потпородица и племена је узрок значајних неслагања међу таксономистима. Неки заснивају своје одлуке на морфолошким карактеристикама, други на заједничком понашању или генетским студијама. Број предложених потпородица које садрже патке креће се од две до пет. Значајан ниво хибридизације који се јавља међу дивљим паткама компликује напоре да се раздвоје односи између различитих врста.
У већини савремених класификација, такозване 'праве патке' припадају потпородици Anatinae, која је даље подељена на различит број племена. Највеће од њих, Anatini, садржи патке које се „гљурају” или „речне” – назване по њиховом начину храњења првенствено на површини слатке воде. 'Ронилачке патке', такође назване по њиховом примарном начину храњења, чине племе Aythyini. 'Морске патке' из племена Mergini су ронилачке патке које су специјализоване за рибу и шкољке и проводе већину свог живота у сланој води. Племе Oxyurini садржи 'чврсторепе', ронилачке патке познате по својој малој величини и крутим, усправним реповима.
Бројне друге врсте које се називају патке не сматрају се 'правим паткама' и обично су смештене у друге потпородице или племена. Патке пишталице се приписују било племену (Dendrocygnini) у потпородици Anatinae или потпородици , или њиховој сопственој потпородици (Dendrocygninae) или породици (Dendrocyganidae). Пегава патка из Аустралије је једини члан племена Stictonettini у потпородици , или у сопственој породици, Stictonettinae. Патке шкољкаре чине племе Tadornini у породици Anserinae у неким класификацијама, и сопствену потпородицу Tadorninae, у другим, док се патке фрфтавке или налазе у породици Anserinae у племену  или заједно са паткама шкољкарама у племену . Патке перјанице се у неким класификацијама налазе у племену Cairinini у потпородици Anserinae, док је то племе елиминисано у другим класификацијама и његови чланови приписани су племену . Андска патка је углавном укључена у потпородицу Anserinae у монотипском племену Merganettini, али је понекад укључена у племе Tadornini. Патка са ружичастим ушима се понекад укључује као права патка у племе  или племе Malacorhynchini,, а понекад се групише са паткама у племену .

## Распрострањеност и станиште
Патке имају космополитску дистрибуцију и налазе се на свим континентима осим на Антарктику. Неколико врста успева да живи на субантарктичким острвима, укључујући Јужну Џорџију и Окландска острва. Патке су стигле до бројних изолованих океанских острва, укључујући Хавајска острва, Микронезију и острва Галапагос, где су често лутајуће и ређе резидентне. Неколико врста су ендемске за тако удаљена острва.
Неке врсте патака, углавном оне које се гнезде у умереној и арктичкој северној хемисфери, мигрирају; оне у тропима углавном то не чине. Неке патке, посебно у Аустралији где су падавине несталне, номадске су, тражећи привремена језера и базене који настају након локализоване јаке кише.

## Однос са људима

### Лов
Људи су ловили патке од праисторије. Ископавања ђубришта у Калифорнији која датирају од пре 7800 - 6400 година су открила кости патака, укључујући најмање једну сада изумрлу врсту нелетача. Патке су хватали у „значајном броју“ становници током холоцена у доњој долини реке Охајо, што сугерише да су користили сезонску благодат коју су пружале мигрирајуће водене птице. Неолитски ловци на удаљеним локацијама као што су Кариби, Скандинавија, Египат, Швајцарска и Кина ослањали су се на патке као извор протеина током дела или целе године. Археолошки докази показују да су народ Маори на Новом Зеланду ловили нелетећу Финчову патку, вероватно до изумирања, иако је грабежљивост пацова такође могла да допринесе њеној судбини. Сличан крај је чекао Чатам патку, врсту са смањеним способностима летења која је изумрла убрзо након што су њено острво колонизовали полинезијски досељеници. Вероватно је да су пачја јаја скупљали и ловци-сакупљачи из неолита, иако су чврсти докази о томе недоступни.
У многим областима, дивље патке (укључујући патке узгајане и пуштене у дивљину) лове се ради хране или спорта, пуцањем или раније хватањем помоћу мамаца за патке. Пошто плутајућа патка или патка која лежи на копну не могу да реагују да полете или да се брзо крећу, израз „седећа патка“ је почело да значи „лака мета“. Ове патке могу бити контаминиране загађивачима као што је PCB.

### Доместикација
Патке имају много економских употреба, јер се узгајају због меса, јаја и перја (посебно паперја). Приближно 3 милијарде патака се закоље сваке године за месо широм света. Такође их држе и узгајају авикултуристи и често се излажу у зоолошким вртовима. Скоро све врсте домаћих патака воде порекло од патке глуваре (Anas platyrhynchos), осим мошусне патке (Cairina moschata). Позивна патка је још један пример расе домаће патке. Име јој потиче од првобитне употребе коју су установили ловци, као мамац за привлачење дивљих патака са неба, у замке које су им постављене на земљи. Ова патка је најмања раса домаћих патака на свету, јер тежи мање од 1 kg (2,2 lb).